# Vladimír Nahodil
Vladimír Nahodil (28. března 1925 Praha – 8. února 2024) byl český specialista v chirurgii břišní, hrudní, cévní, štítné žlázy a v onkochirurgii. Soudní znalec v oblasti zdravotnictví, odvětví chirurgie. V létech 1975–1990 přednosta chirurgické kliniky dospělých Fakulty dětského lékařství Univerzity Karlovy (FDL UK) a Fakultní nemocnice v Praze 5 – Motole. Souběžné též v létech 1978–1981 přednosta chirurgické kliniky FDL UK a Fakultní nemocnice v Praze 1, Pod Petřínem. Od r. 1991 provozovatel soukromé chirurgické ordinace v Praze 10.

## Osobní život
Matka (Raissa, nar. 1892) pocházela z Oděsy (v předrevolučním Rusku) a vystudovala zubní lékařství. Otec (Václav nar. 1896) pocházel z Moravy (Hodiškov u Brna). Rodiče se seznámili v Charbinu, kde matka pracovala u Amerického Červeného kříže jako zubní lékařka a otec se tam dostal jako ruský legionář. Byli oddáni ve Vladivostoku. Do ČSR se dostali v r. 1920. Za další 3 roky se narodil prvý syn Otakar, necelé 2 roky poté jmenovaný Vladimír. Otec zůstal ve službě jako důstojník zdravotnictva, ale pro chronické onemocnění žaludku byl předčasně penzionován, takže hlavní živitelkou rodiny byla matka, které byla povolena soukromá zubní ordinace. Dětství a léta dospívání nebyla příliš klidná jednak pro existenční starosti rodiny, jednak pro celkovou situaci v ohrožené republice, v německé okupaci a zvláště v období heydrichiády. V této době studoval na reálném gymnáziu v tehdejší Praze 12 a poslední dva ročníky v Praze 13, kde v r. 1944 maturoval. Vzhledem k tomu, že byly německými okupanty uzavřeny české vysoké školy, nemohl studovat medicínu jako svůj vytoužený obor. Podařilo se mu však získat místo aspiranta farmacie v lékárně v Praze 2, v Sokolské ulici č.31, tedy v místě nynějšího Lékařského domu. Praxe v lékárně byla z hlediska budoucího studia medicíny prospěšná. V tomto svém prvém zaměstnání setrval jeden rok a čtyři měsíce a po osvobození ČSR v r. 1945 začal studovat na nově otevřené Lékařské fakultě v Praze a na základě stipendia v Leningradu.

## Lékařská kariéra
Po promoci byl v roce 1952 Ministerstvem zdravotnictví přidělen jako sekundární lékař na Chirurgickou kliniku Lékařské fakulty hygienické Univerzity Karlovy (LFH UK, později 3. Lékařské fakulty) a Fakultní nemocnici v Praze 10 – Vinohradech. Přednostou kliniky byl prof. MUDr. Emerich Polák, DrSc. Šlo o tehdy nejmodernější kliniku v Praze o 220 lůžkách, s velmi početnou operativou, takže vyškolení v operační činnosti bylo rychlejší než na řadě ostatních pracovišť. Vedle ambulantní chirurgie byly Dr. Nahodilovi svěřovány postupně složitější břišní operace a brzy též operace na štítné žláze, které byly na klinice provozovány ve velkém počtu a v účelném, prof. Polákem vypracovaném operačním postupu. V dalších létech byl Dr. Nahodil pověřen zavedením soudobé cévní chirurgie, kterou pak provozoval jako jediný pracovník kliniky. Pravidelně se věnoval rekonstrukční chirurgii tepen a jiným operacím na cévním systému. Zavedl též venózní trombektomii při akutní iliofemorální flebotrombóze, která se na jiných pracovištích neprováděla.
V létech 1953–1955 absolvoval vědeckou aspiranturu, která byla později zakončena monografickou studií „K otázkám karcinomu žaludku“ s tím, že byla v roce 1958 předmětem obhajoby na kandidáta lékařských věd (CSc). Atestaci v oboru chirurgie I. st. složil v roce 1955, II. st. v roce 1959 a pak byl ustanoven do funkce odborného asistenta kliniky.
Další monografickou studii „Diabetické gangrény a flegmóny“ obhájil v roce 1965 k získání vědecko-pedagogické hodnosti docenta chirurgie.
V pohnutých dnech po 21. srpnu 1968 pro nepřítomnost přednosty připravil kliniku na příjem raněných a zorganizoval jejich ošetření.
Na klinice, kterou po ukončení funkce přednosty prof. Poláka vedl od roku 1971 prof. MUDr. Bohumil Špaček, DrSc., zůstal doc. Nahodil do roku 1975 (tedy 23 let) a v tomtéž roce byl vyzván, aby se přihlásil do konkurzu na místo přednosty chirurgické kliniky dospělých FDL UK a Fakultní nemocnice v Praze 5 – Motole. Po schválení v konkurzu toto místo získal a nastoupil v květnu roku 1975.
Stará motolská nemocnice byla vybudována v roce 1943 a vedoucím chirurgického oddělení byl od roku 1945 MUDr., brzy však doc. a později prof. DrSc. Bohuslav Niederle. Teprve v roce 1967 bylo toto oddělení změněno na IV. Chirurgickou kliniku Fakulty všeobecného lékařství a v roce 1971 pak založena Chirurgická klinika Fakulty dětského lékařství Univerzity Karlovy (FDL UK) a přednostou zůstal do roku 1975 prof. MUDr. Bohuslav Niederle, DrSc.
Šlo o zastaralý objekt s lůžkovým oddělením lazaretového typu a s řadou stavebních a prostorových nedostatků, takže nový přednosta musel postupně prosadit a realizovat četné stavební úpravy.
V roce 1976 obhájil doktorát lékařských věd (DrSc.) na téma „Venózní trombektomie“ (zpracovaném v monografické studii) a v roce 1977 profesuru v oboru chirurgie. Stal se vedoucím katedry chirurgie FDL UK, předsedou komise pro obhajoby kandidátských dizertací, předsedou komise pro státní rigorózní zkoušky z chirurgie. Na klinice byly zřízeny postupně poradny mammologická, endoskopická, traumatologická a později též koloproktolgická. Prof. Nahodil byl iniciátorem vyčlenění urologického ordinariátu z chirurgické kliniky ve prospěch vytvoření samostatného urologického oddělení (pod vedením MUDr. Ivana Kawaciuka), ze kterého později vznikla urologická klinika.
Sám byl vytížen bohatou operační činností v oblasti břišní, cévní a hrudní chirurgie, bohatě též ve výkonech na štítné žláze, kterých provedl zhruba 2500. V této oblasti prioritně zavedl v ČSR do té doby neprováděnou totální tyreoidektomii a popsal vlastní modifikaci postupu této operace (též v monografii V. Nahodil a kolektiv: „Chirurgie štítné žlázy, 1989“). Výrazně úspěšné výsledky v tyreochirurgii byly též podmíněny příkladnou a systematickou spoluprací s motolskými endokrinology.
V roce 1977 mu byla přiznána atestace z cévní chirurgie.
V roce 1983 byl jmenován soudním znalcem v oboru zdravotnictví, odvětví chirurgie.
Za dobu své působnosti dovedl prof. Nahodil sedm lékařů kliniky k obhajobě kandidatury lékařských věd a pět z nich později k docentuře z chirurgie (Mašek, Veselý, Antoš, Trnka, Dvořák). Další dva (Hoch, Leffler) získali docenturu v pozdější etapě. Tři z těchto docentů dosáhli nakonec ve funkcích přednostů klinik profesuru z chirurgie (Antoš, Dvořák, Hoch).
Během celé své chirurgické činnosti přednesl na různých sjezdech, sympoziích a kongresech celkem 218 sdělení a publikoval 135 prací včetně sedmi monografických studií. Dvě z nich byly oceněny Maydlovou cenou a Cenou operativních oborů. S kolektivem pracovníků kliniky byla též vydána třídílná skripta Obecné a Speciální chirurgie pro mediky.
V roce 1990 byla FDL UK přejmenována na 2. Lékařskou fakultu Univerzity Karlovy v Praze (2.LF UK).
Svou činnost na chirurgické klinice 2.LF UK ukončil prof. Nahodil v listopadu 1990, takže kliniku vedl patnáct a půl roku.
V roce 1991 si vybudoval soukromou chirurgickou ordinaci v Praze 10, Vyžlovská 3100/10, kterou provozoval do konce roku 2015. Je čestným členem České chirurgické společnosti (ČCHS), čestný člen České endokrinologické společnosti (ČES) České lékařské společnosti J. E. Purkyně a je nositelem Maydlovy medaile za zásluhy o rozvoj chirurgie.

## Rodinné vztahy
Otec se dožil 70 let, matka 87 let. Bratr Otakar (Prof. PhDr. DrSc.) přednášel a publikoval v oborech etnografie a sociologie a zemřel v 72 letech.
Ze dvou manželství prof. Nahodila se narodili 3 synové a 1 dcera.
K r. 2020 to jsou: Ing. Alexandr,1953 (podnikatel), Mgr. Vladimír, 1955 (mistr zvuku), Ing. Petr,1966 (podnikatel) a MUDr. Blanka,1970 (gynekoložka).
Od nich pak dále pochází 13 vnoučat.
K r. 2020 to jsou: Martin 1977, JUDr. Tomáš 1978, Ondřej 1979, Ing. Lucie 1985, Bc. Radek 1986, Ing. Diana 1991, MPhil. Vladimír 1993, Mgr. Lukáš 1995, Ing. Magdalena 1998, Petr 1999, Alexander 2002, Karel 2004, David 2007.
A dále 7 pravnoučat: Prokop 2004, Václav 2006, Marie 2009, Amálka 2009, Marek 2011, Marco Tommy 2015, Atrey Timmy 2017.
Prof. Nahodil žije v rodinném domě, který obývá jeho dcera MUDr. Blanka Hynková (rozená Nahodilová), se svým manželem (MUDr. Karel Hynek, gynekolog) a se svými dětmi: Lukášem, Karlem a Davidem.

## Citáty
| „                                                                             | Život plně výkonného chirurga je charakterizován tím, že se v něm s příkladnou nepravidelností střídají dva protichůdné prožitky: Na jedné straně jsou to nepopsatelně krásné pocity morálního uspokojení z úspěšně vykonané práce, na druhé straně trýznivé starosti o osud některých operovaných. | “ |
| — Z knihy Vladimír Nahodil: Vzpomínky chirurga. Druhé vydání, Karolinum, 2018 | |   |

| „                                                                 | Mladí a staří lidé mohou žít v plné pohodě, jestliže uznají a přijmou skutečnost, že si ne ve všem mohou rozumět. | “ |
| — Z knihy Vladimír Nahodil: Je to lékař? Rukopis v nakladatelství | |   |

| „                                                                                       | Jestliže nemocný po návštěvě lékaře nepocítí úlevu, to znamená, že to nebyl lékař. | “ |
| — Bechtěrev V.M. Citace v knize Valdimír Nahodil: Je to lékař? Rukopis v nakladatelství |                                                                                    |   |